# Tarek Al-Wazir
Tarek Mohamed Al-Wazir, né le 3 janvier 1971 à Offenbach-sur-le-Main, est un homme politique allemand membre de l'Alliance 90 / Les Verts (Grünen).
Diplômé en sciences politiques de l'université Goethe, il est député au Landtag de Hesse depuis 1995. Il préside le groupe parlementaire des Grünen entre 2000 et 2014, et occupe la présidence du parti dans le Land de 2007 à 2013. Après avoir réussi à former une « coalition noire-verte » avec la CDU, il devient vice-ministre-président et ministre de l'Économie de Hesse en 2014.

## Biographie

### Origine
Tarek Al Wasir est le fils d'un père yéménite issu d'un milieu aisé et d'une mère allemande sudète. Après le divorce de ses parents, il passe plusieurs années à Sanaa, au Yémen, puis rentre en Allemagne pour y suivre ses études.

### Jeunesse
Il adhère aux Verts en 1989 puis passe son baccalauréat à Francfort-sur-le-Main. Après avoir accompli son service civil entre 1991 et 1992, il s'inscrit en sciences politiques à l'université Johann Wolfgang Goethe de Francfort-sur-le-Main.
Il préside les Jeunes Verts de Hesse de 1992 et 1994. En 1993, alors qu'il a seulement 22 ans, il est élu pour quatre ans au conseil municipal d'Offenbach-sur-le-Main.

### Ascension
Il se présente aux élections législatives régionales du 19 février 1995 et obtient à 24 ans un mandat de député au Landtag de Hesse. Diplômé de l'université Goethe, il renonce à son mandat municipal en 1997 mais conserve son siège de parlementaire au cours du scrutin du 7 février 1999. Il succède le 9 mai 2000 à Priska Hinz comme président du groupe parlementaire des Grünen. Aux élections du 2 février 2003, il est chef de file des écologistes, qui améliorent leur score de 2,9 points et gagnent quatre mandats supplémentaires.
À la suite des élections législatives régionales du 27 janvier 2008, aucune majorité ne se dégage. Al-Wazir négocie alors la formation d'une « coalition rouge-verte » minoritaire avec le Parti social-démocrate d'Allemagne (SPD) d'Andrea Ypsilanti et Die Linke. L'accord prévoit qu'il soit nommé vice-ministre-président, ministre de l'Environnement, de la Ruralité et de la Consommation. Toutefois, les réticences au sein du SPD à gouverner avec le soutien de la Linke empêchent cet accord de se concrétiser.
Il mène donc de nouveau les écologistes aux élections législatives anticipées du 18 janvier 2009. Avec 13,7 % des suffrages exprimés et 17 députés sur 118, les Grünen réalisent le meilleur score de leur histoire régionale. Ils restent cependant confinés dans l'opposition.

### Ministre
Le résultat des élections législatives régionales du 22 septembre 2013 marque un recul des écologistes, qui totalisent 11,1 % des voix et 14 parlementaires. Après avoir échoué à former une alliance avec les sociaux-démocrates et la gauche radicale, les Verts acceptent de négocier avec l'Union chrétienne-démocrate d'Allemagne (CDU). Les discussions aboutissent à la formation d'une « coalition noire-verte » trois mois après le scrutin.
Le 18 janvier 2014, Tarek Al-Wazir est nommé à 43 ans vice-ministre-président, ministre de l'Économie, de l'Énergie, des Transports et du Développement régional dans le second cabinet du ministre-président chrétien-démocrate Volker Bouffier.
En 2018, il est la tête de liste des écologistes aux élections régionales en Hesse.